# Stainach
Stainach je bývalá obec v okrese Liezen v rakouské spolkové zemi Štýrsko. Od obecní strukturální reformy ve Štýrsku v roce 2015 je součástí obce Stainach-Pürgg.

## Geografie
Stainach leží v údolí Enns.